# Suzan Gülfirat
Suzan Gülfirat (* 1963 in Malatya, Türkei) ist eine deutsche Journalistin und Publizistin. Texte der Autorin erschienen auch in deutschen Schulbüchern und Anthologien.

## Leben
Gülfirat kam 1970 mit ihren Eltern nach Deutschland und besuchte dort die Grundschule. Nach einer Hauptschulempfehlung aufgrund unzureichender Sprachkenntnisse vollendete sie dennoch die mittlere Reife und begann 1978 zunächst eine Ausbildung als Arzthelferin, holte später aber das Abitur nach und studierte. Seit 1994 lebt sie als Journalistin in Berlin.

## Journalistin

Aufmachung des Gazeteler Rückblicks innerhalb der Printausgabe des Tagesspiegels (Ausschnitt vom 5. März 2007)

Gülfirat absolvierte ihre Lehrzeit als Volontärin des Adolf-Grimme-Instituts im Projekt Mehr Farbe in die Medien. Zunächst als freie Journalistin bei der Berliner Morgenpost, ab 1998 beim Tagesspiegel, wo sie als Pauschalistin (pauschal bezahlte Journalistin) u. a. eine regelmäßige türkische Medien-Kolumne schrieb.
Ihr sogenannter Gazeteler Rückblick („Gazeteler“, türkisch für Zeitungen) erschien von Oktober 2000 bis Dezember 2008 wöchentlich mit dem Ziel, der deutschen Leserschaft einen Einblick in die Themen und Berichterstattung einer „zweiten (deutsch-türkischen) Presselandschaft“ (Gülfirat) zu geben.
Die Autorin gehört zu den ersten türkischstämmigen Journalistinnen innerhalb der deutschsprachigen Medienwelt und hatte am Anfang ihrer früh mit einem welchem? Journalistenpreis ausgezeichneten Karriere noch mit „Umschreibversuchen“ deutscher Kollegen zu kämpfen.

### Kleiner Türkischkurs
Es kann (...) ganz praktisch sein, ein paar Wörter Türkisch zu verstehen. Immerhin ist dies die Muttersprache von 160.000 Ihrer Nachbarn.
So begann Gülfirat im Juli 1998 einen vielbeachteten 21-teiligen Türkischkurs im Berliner Tagesspiegel, der dem Leser einen „Minimalwortschatz Alltags-Türkisch“ versprach „und nebenbei noch ein wenig (...) über (türkische) Gebräuche und Sitten (...) zu erfahren“. Die Reihe zeichnete sich durch Unterhaltsamkeit und einen augenzwinkernd-ironischen Schreibstil aus.
Die erste Folge bewirkte dennoch heftige Leserproteste, die den Kleinen Türkischkurs als „Anbiederung an alles Ausländische“ empfanden. Bald kam es aber auch zu zustimmenden Zuschriften. Bis zum Ende der Serie im September 1998 entwickelte sich ein Interesse anderer Tageszeitungen, Presseagenturen, Fernseh- und Radiosender auch außerhalb Deutschlands an dem ungewöhnlichen „Türkisch-Projekt“ des Tagesspiegels und seiner türkischstämmigen Journalistin.

## Bibliografie (Auswahl)

### Anthologie- und Wettbewerbsbeiträge
- Die eigenen Kinder werden Fremde oder „Wo steckst Du, Du Gottloser?“ (Wettbewerbsbeitrag). In: 40 Jahre „Gastarbeiter“. Deutschland auf dem Weg zur multikulturellen Gesellschaft? Der Schreibwettbewerb des Süddeutschen Rundfunks / hrsg. von Karl-Heinz Meier-Braun/Martin A. Kilgus/Wolfgang Niess; Stauffenburg Verlag, Tübingen 1998, ISBN 3-86057-037-4
- Kesik Burun (Betrachtung). In: Kanaksta – von deutschen und anderen Ausländern / hrsg. von Joachim Lottmann; Quadriga-Verlag, Berlin 1999, ISBN 3-88679-333-8
- Suzan Gülfirat und die „Zweitsprache Deutsch“ (Autobiografischer Bericht). In: Neue Anstöße – für den Politik- und Sozialkundeunterricht; Klett-Schulbuchverlag, Leipzig; Stuttgart; Düsseldorf 2002, ISBN 3-12-065300-4